# 青島 (京都府)

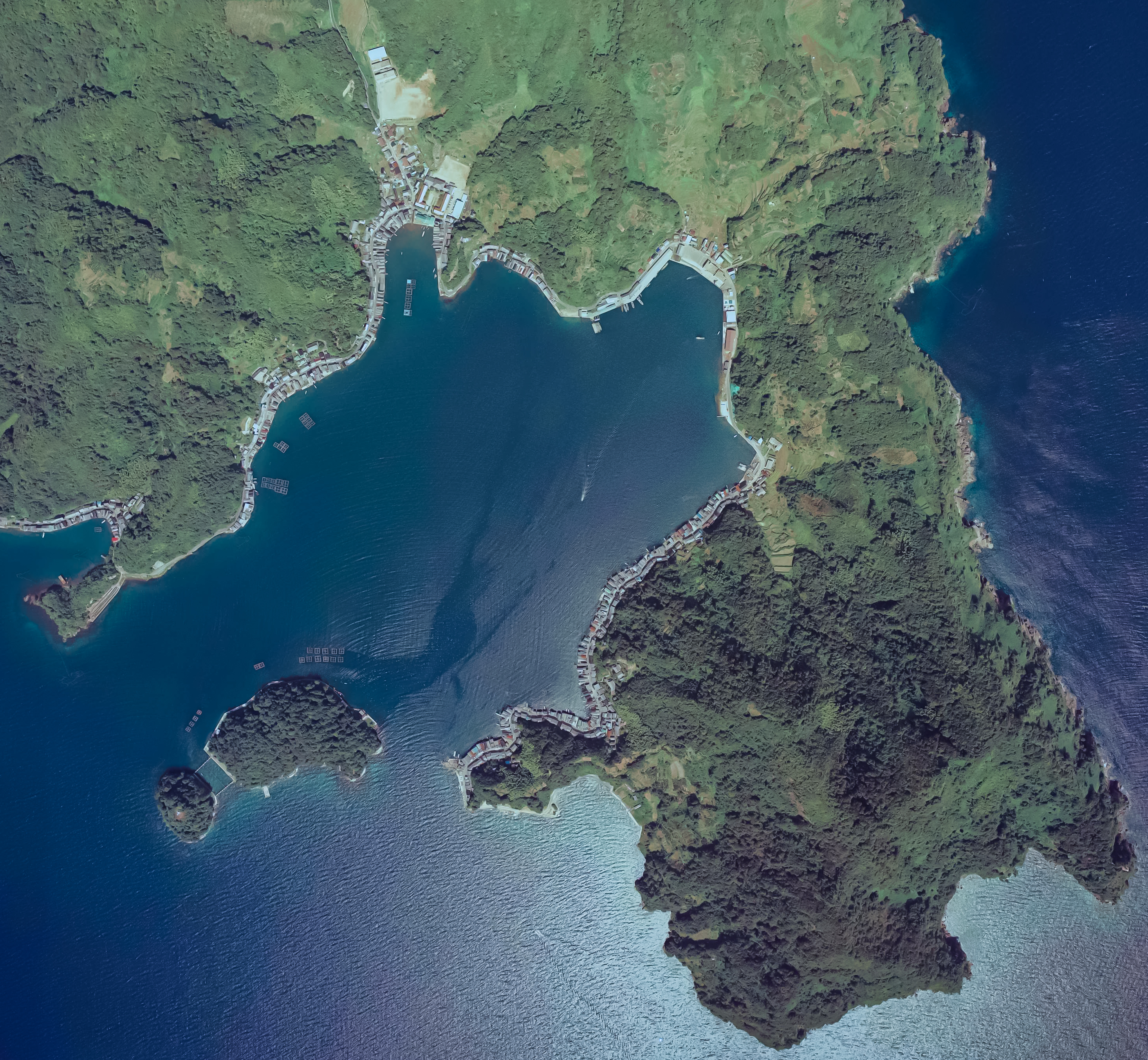
伊根湾口に青島があり、沿岸に舟屋群が立ち並ぶ。
伊根湾周辺の空中写真（1975年）

青島（あおしま）は、日本海の伊根湾に浮かぶ無人島。京都府与謝郡伊根町に属している。

## 地理
大間口340m、小間口120mを隔てて伊根湾内に浮かび、橋で結ばれた主島と属島の2つからなっている。東西の長さは480メートル、南北の長さは200メートル。最高標高は48.3メートル。
亀島半島の亀山岬から約150m沖合いに位置する。環境・景観・文化財等を保護する観点から、特定の日に地元ガイドなどを同伴しなければ上陸できない。島内には島を一周する遊歩道がある。かつては魚類の養殖場が存在した。
伊根浦に数多くある舟屋の昔の形を復元したものが以前にはあったが、2004年（平成16年）の台風23号で舟屋の裏の山が土砂崩れになり、舟屋は倒壊した。

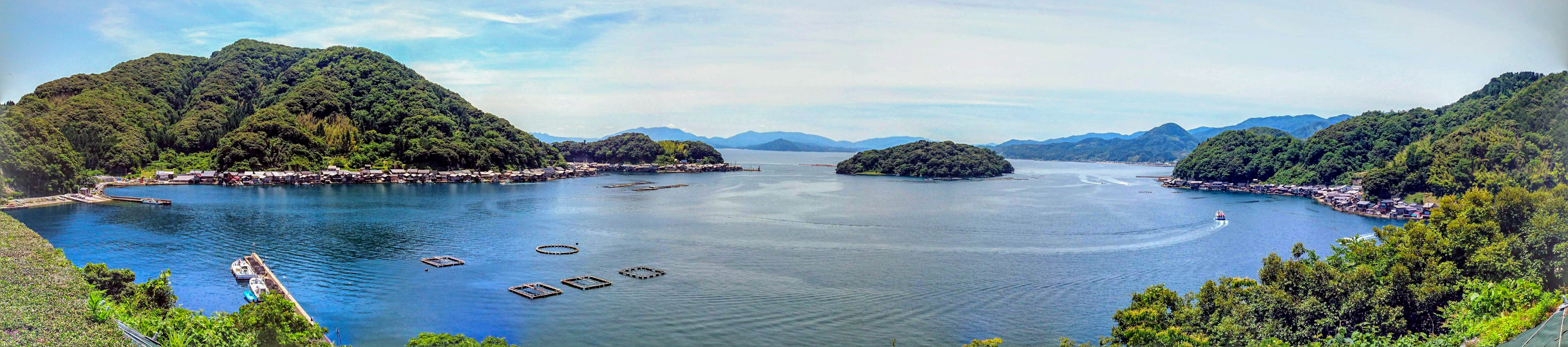
伊根湾全景。沖合に青島が浮かび、湾に沿って舟屋が立ち並ぶ。

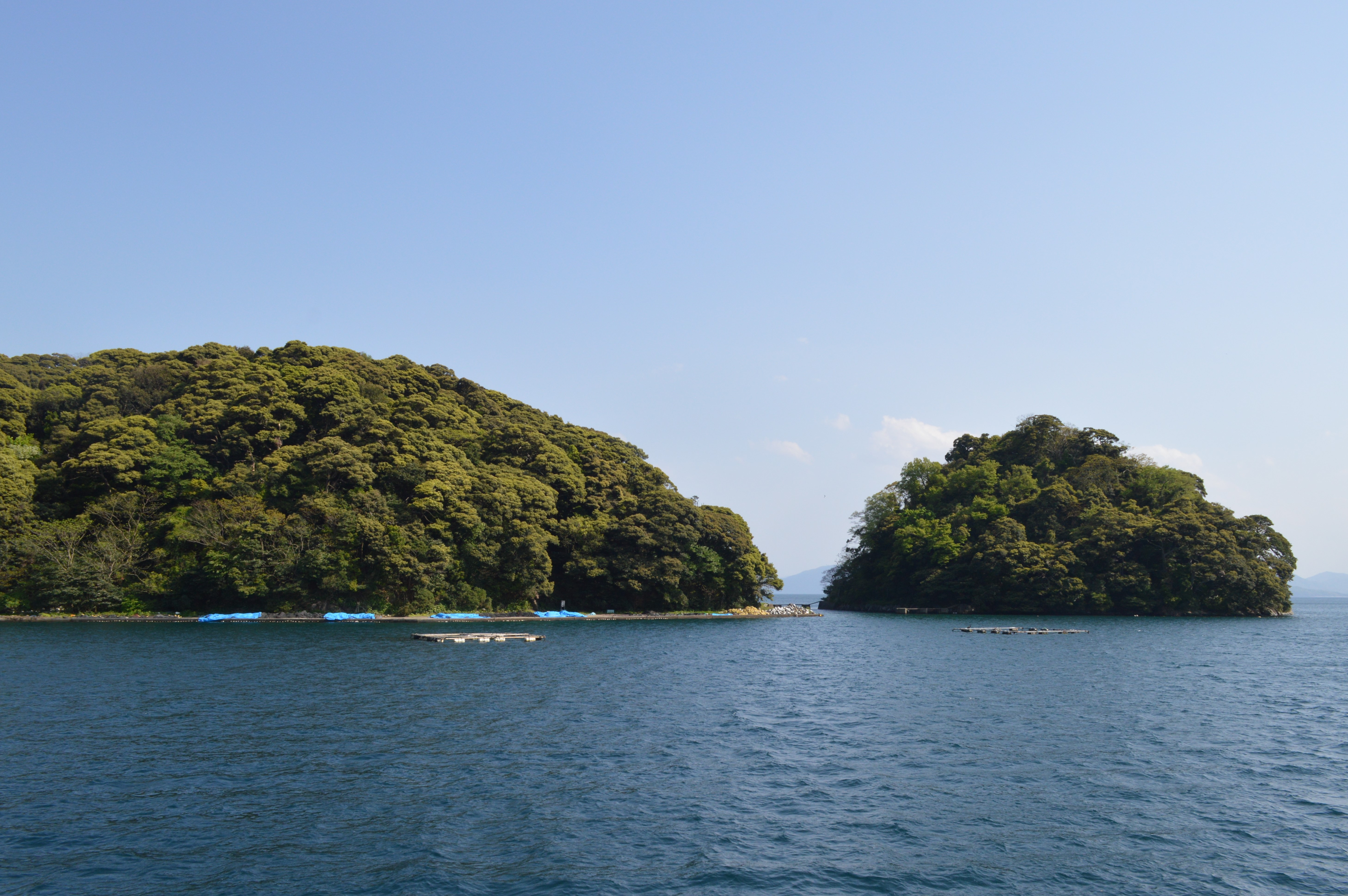
橋で結ばれた主島（左）と属島（右）
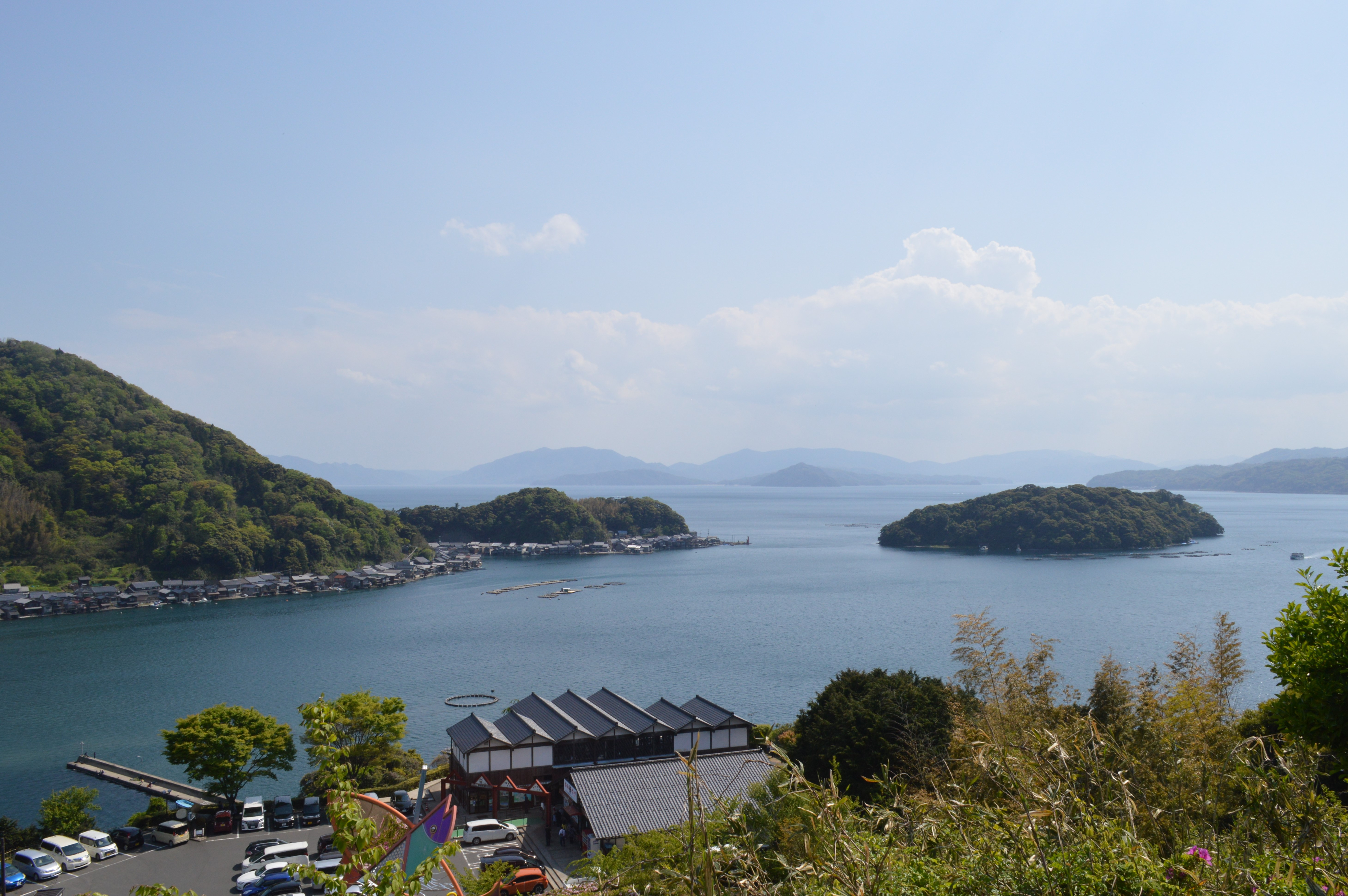
伊根湾と青島

## 信仰
青島は伊根浦だけでなく丹後半島沿岸地域の漁民にとって聖なる島であり、信仰の対象とされている。漁民・海洋関係者の信仰の対象である蛭子神社が祭られており、現在も伊根祭やおべっさんといった祭事が行われている。かつて蛭子神社には幸福・知恵・財福をもたらす七福神の弁財天が祀られていたが、現在は対岸の城山（耳鼻地区）の愛宕神社の下に移築されている。昭和中期までは墓所も存在していた。
青島の「青」は「碧」であり、死や信仰にも通じる文字である。大正から昭和にかけて旧海軍舞鶴鎮守府に買い上げられ、国防上の要衝として魚雷発射基地が建設された。

## 釣り
伊根町の漁師の一部は漁船を青島の岸に着けることもある。本土からわずか200メートル程度の距離であるため、一般人がゴムボートで青島近辺を訪れることも容易であり、青島近辺は釣りスポットとなっている。内湾なので比較的波が穏やかである。
チヌ、グレ、フグといった磯ものの定番が釣りの主な対象漁である。ブリやシマアジなどの回遊もあり、タイやイカも期待できる。